# Richard von Khevenhüller-Metsch

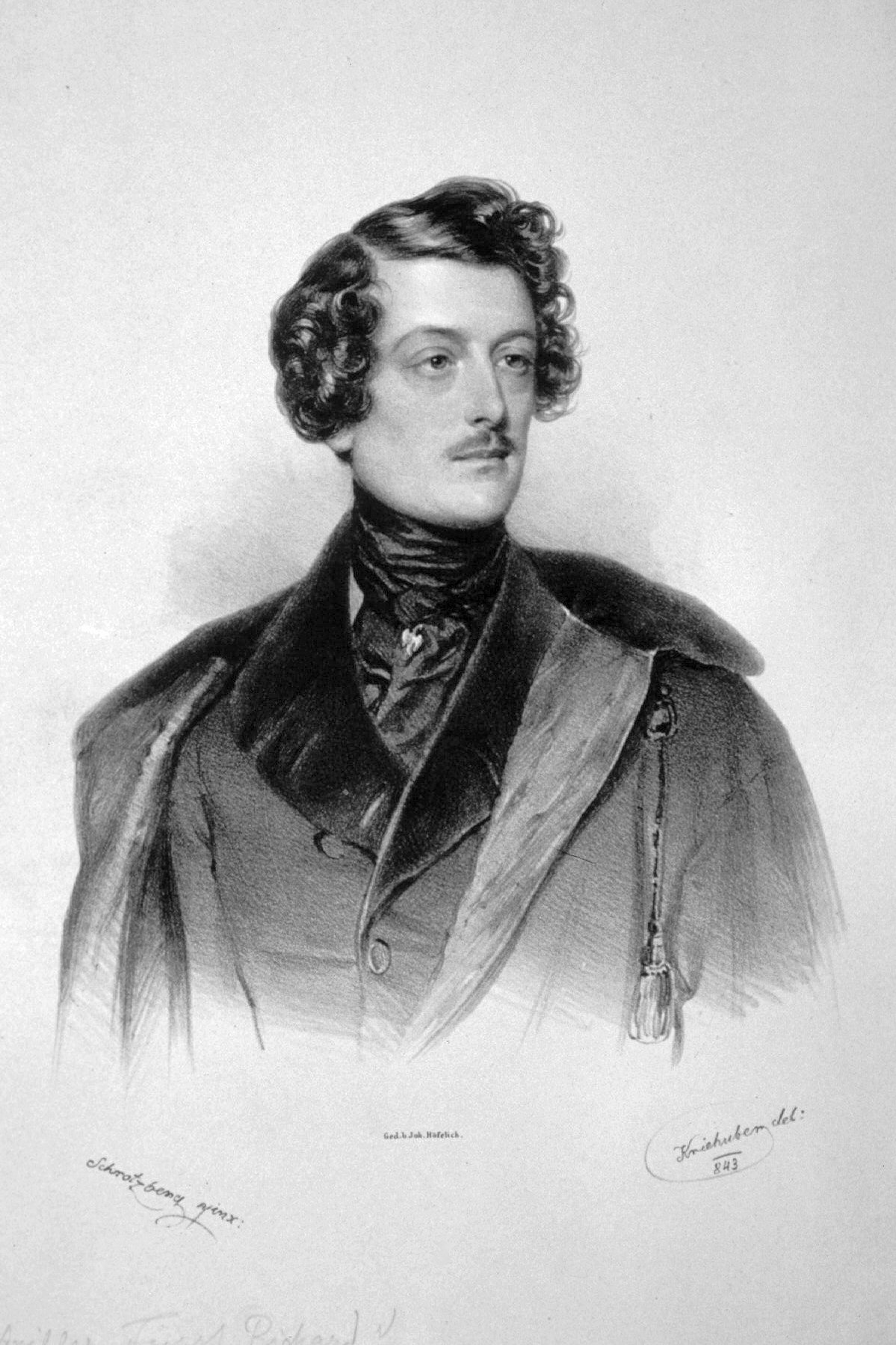
Richard von Khevenhüller (1813–1877), Lithographie von Josef Kriehuber (1800–1876)

Fürst Richard von Khevenhüller-Metsch (* 23. Mai 1813 in Talheim (Niederösterreich); † 29. November 1877 in Ladendorf) war 5. Reichsfürst von Khevenhüller-Metsch sowie kaiserlicher und königlicher Geheimer Rat.

## Herkunft
Seine Eltern waren der Fürst Johann Franz Joseph von Khevenhüller (* 7. April 1762; † 3. Juli 1837) und dessen dritte Ehefrau der Gräfin Christina von Zichy (* 30. April 1792; † 20. Juli 1830).

## Leben
Er studierte ab 1829 Philosophie an der Universität Wien. Im Jahr 1837 wurde er Besitzer der Primogenitur-Familienfideikommisse Hardegg (Bezirk Oberhollabrunn, heute Hollabrunn) etc. (Niederösterreich) und Kammerburg/Komorní Hrádek (Gemeinde Kocerad/Kocerady, heute Chocerady, Bezirk Böhmisch Brod/Český Brod, Böhmen).
Am 18. April 1861 wurde er erbliches Mitglied des Herrenhauses des österreichischen Reichsrates; 1873 erhielt er den Orden vom Goldenen Vließ. Von 1868 bis 1869 sowie von 1872 bis 1877 war er zudem Mitglied des böhmischen Landtages.
Er starb 1877 und wurde anschließend in der Familiengruft im Schloss Fronsburg beigesetzt.
Der Fürst beschäftigt mit Naturwissenschaft und wurde bei Gründung des zoologisch-botanischen Vereins in Wien 1851 zu dessen Präsidenten gewählt. und in den Jahren 1857 und 1860 wiedergewählt. Er beschäftigte sich mit den Höhlentieren in der Adelsberger Grotte. Er veröffentlichte seine Untersuchungen in den Mitteilungen des zoologisch-botanischen Vereins in Wien.
- 1851, „Die Eröffnungsrede“
- „Insecten der Adelsberger Grotte“, Verschiedene
- 1855, „Instinct der Vögel“
- 1854, „Strix aluca aus Slavonien“

## Familie
Er heiratete am 8. Dezember 1836 die Fürstin Antonia von Lichnowsky-Werdenberg (* 18. April 1818; † 10. Januar 1870). Das Paar hatte mehrere Kinder:
- Ludwig Emanuel (1837–1838)
- Maria Antonie Eleonore Christiane Hedwig (* 17. Oktober 1838; † 31. Oktober 1892) ⚭ 1862 Graf Rudolf Chotek von Chotkow (* 12. Februar 1822; † 3. Dezember 1903)
- Johannes Franz Karl Eduard Joseph Nemesius Maria (* 19. Dezember 1839; † 11. September 1905), 6.Reichsfürst von Khevenhüller-Metsch ⚭ 1871 Gräfin Eduardine von Clam-Gallas (* 3. November 1851; † 2. August 1925)
- Sigmund Maria (* 31. Mai 1841; † 10. Juli 1879) ⚭ 1872 Gräfin Maria Anna von Herberstein, Freiin zu Neuenberg und Gutenberg (* 3. Dezember 1851; † 2. August 1921)
- Leontine Antonie Marie (* 28. Februar 1843; †  9. August 1914)

⚭ 1860 Fürst Maximilian Egon zu Fürstenberg auf Pürglitz (* 29. März 1822; † 27. Juli 1873)
⚭ 1875 Prinz Emil Egon zu Fürstenberg (* 12. September 1825; † 15. Mai 1899), Mitglied des Herrenhauses
- Rudolf Ladislaus Johann Joseph Maria (* 18. Juni 1844; † 20. Oktober 1910), österreichisch-ungarischer Diplomat